# Blümlisalp (statek)

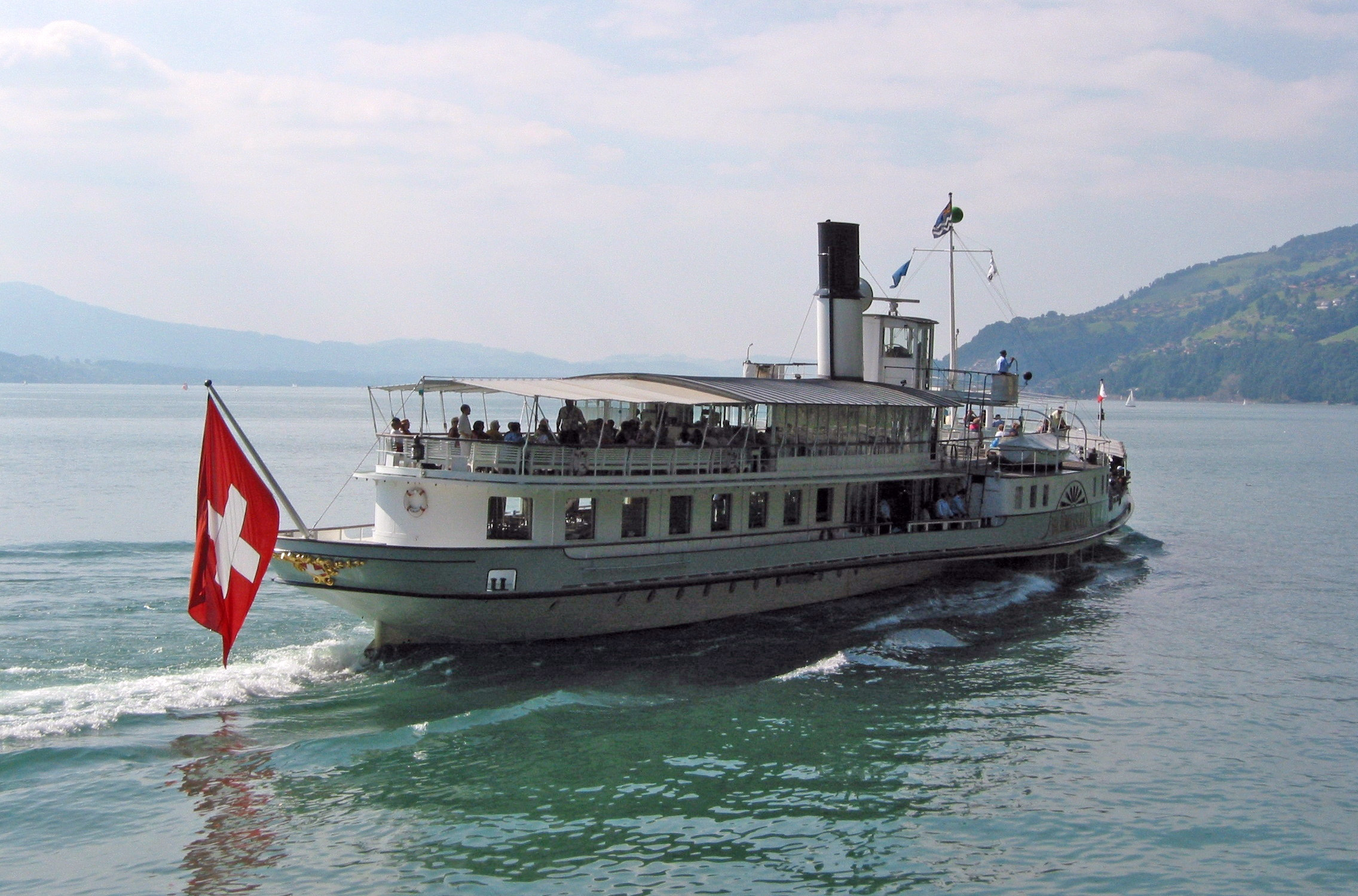
„Blümlisalp”

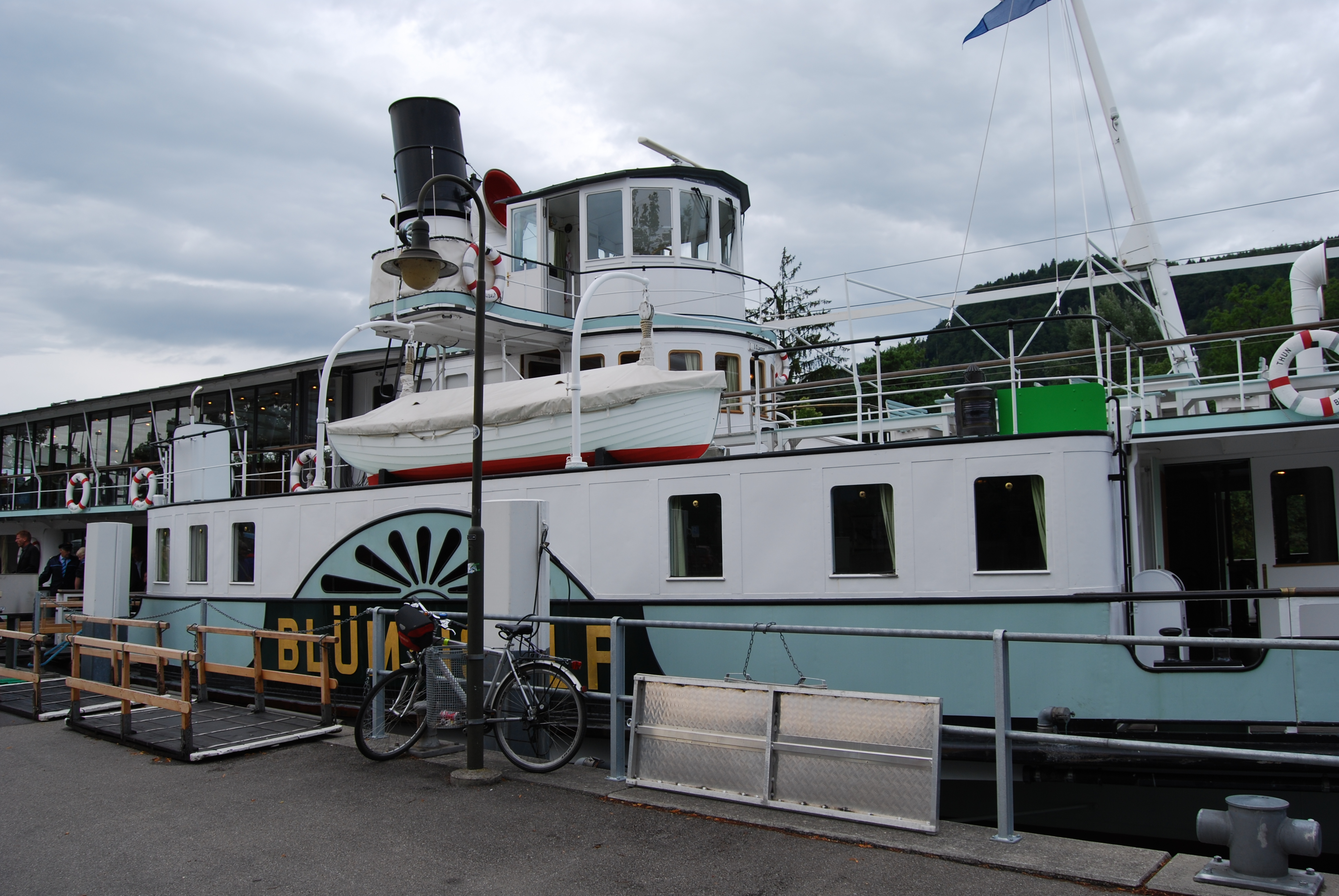
Fragment statku

DS Blümlisalp – historyczny, parowy bocznokołowiec, pływający po wodach jeziora Thun w Szwajcarii. Został tak nazwany od jednego ze szczytów, wznoszących się w otoczeniu jeziora.
Zbudowany w 1906 r. w zakładach Escher, Wyss & Cie w Zurychu, dwupokładowy „Blümlisalp” był największym i najbardziej eleganckim statkiem-salonem na jeziorze Thun. Został wycofany z użytku. Od 1 sierpnia 1971 r. rdzewiał u ujścia rzeki Kander. Na fali zainteresowania dawnymi statkami parowymi, dzięki inicjatywie stowarzyszenia „Vereinigung Vaporama“, został wyremontowany i 22 maja 1992 r. ponownie oddany do użytku turystów. Podstawowe parametry: długość pokładu 60,45 m, szerokość na wysokości kół łopatkowych 13,15 m, maksymalne zanurzenie 1,58 m. Zabiera maksymalnie 800 pasażerów.